# Rimae Römer
Rimae Römer – grupa rowów  na powierzchni Księżyca o średnicy około 110 km. Znajduje się po wschodniej stronie Mare Serenitatis i na południe od Lacus Somniorum na współrzędnych selenograficznych ☾ 27,0°N 35,0°E/27,000000 35,000000. Nazwa tego systemu kanałów została nadana w 1964 roku przez Międzynarodową Unię Astronomiczną i pochodzi od pobliskiego krateru Römer.